# Burg Kronburg

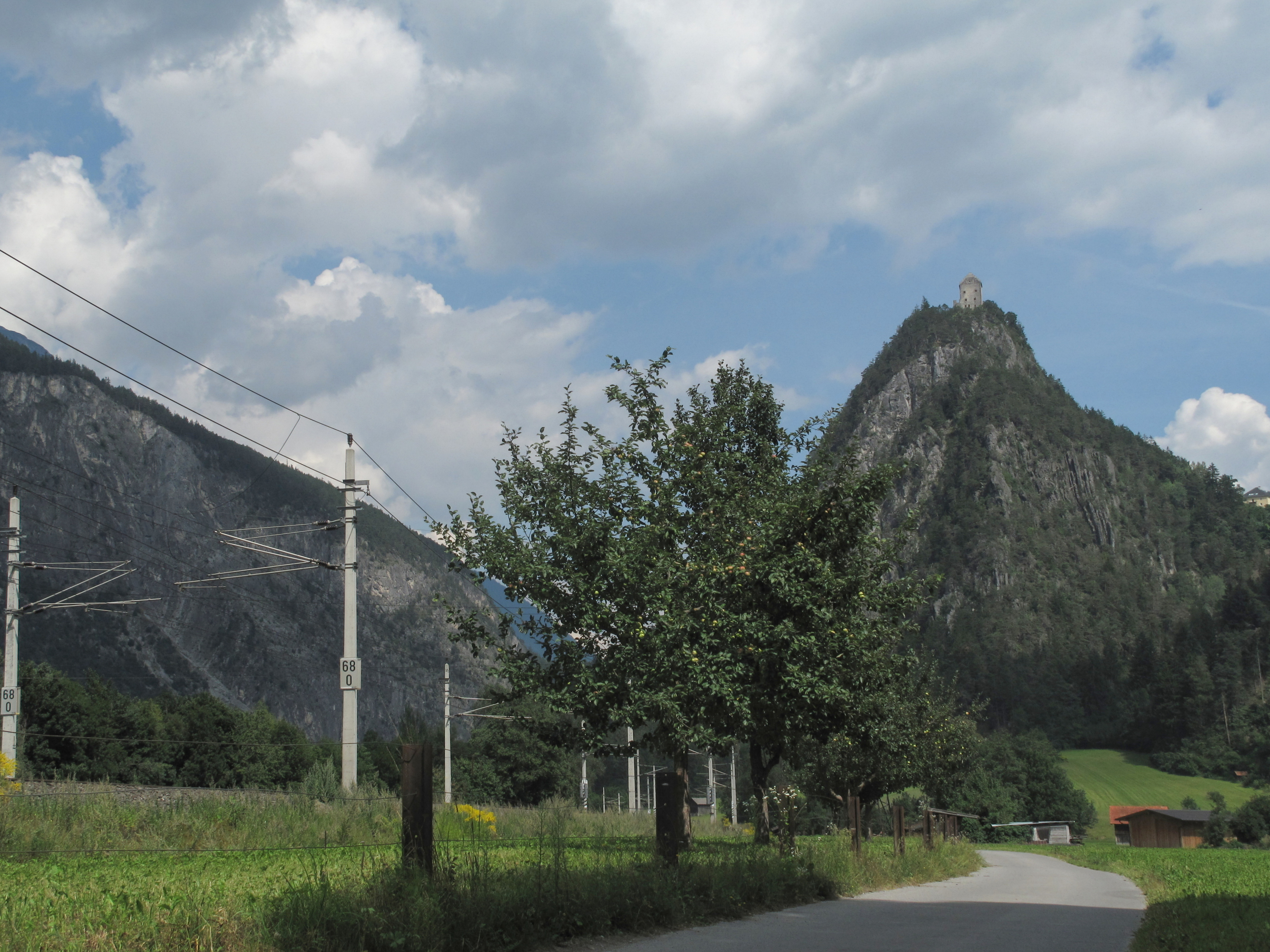
Zams: die Kronburg

Die Kronburg ist die Ruine einer Felsenburg auf einer steilen 1066 m ü. A. hohen Felskuppe zwischen Zams und Schönwies im Tiroler Bezirk Landeck, etwa 350 m über dem Inntal. Die Ruine steht unter Denkmalschutz (Listeneintrag).

## Geschichte
Herzog Leopold III. erlaubte 1380 Hans von Starkenberg, auf einem markanten Felssporn 3 km östlich von Zams die Festung Kronburg zu erbauen. 1423 fiel die Burg nach einem fehlgeschlagenen Aufstand der Starkenberger gegen Herzog Friedrich IV. in die Hände des Landesfürsten, der nun eigene Gerichtspfleger einsetzte, so im Jahr 1434 Vrban Sigwein phleger auf Kronburg. Erzherzog Siegmund verpfändete die Burg 1485 dem Salzburger Domherrn Ruprecht von Rindsmaul. 1502 löste sie der spätere Kaiser Maximilian I. wieder zurück und gab sie seinem Rat Hans Fieger dem Mittleren als Lehen zum Kauf.
Während der Fiegerzeit wurde eine Kapelle (1673), später eine Wallfahrtskirche (1715), am Sattel unterhalb der Burg erbaut. 1802 starben die Fieger aus und das gesamte Anwesen fiel an den Staat zurück. Während der Zeit Napoleons war Kronburg im Besitz der bayerischen Regierung. Diese verkaufte das gesamte Kronburggut dem Bauern Sebastian Stocker. 1845 erwarb Kaplan Krismer den circa 90 ha großen Besitz und errichtete neben der Kirche ein Kloster. Der Versuch des Kaplans, 1858 ein Institut für Schulbrüder zu errichten, scheiterte bereits nach dem ersten Jahr.
1860 kauften die Armen Schulschwestern von München Kronburg. Sieben Jahre später wurde das Anwesen an die Terziarschwestern weiterverkauft.
1952 schlossen sich die Kronburger Terziarschwestern auf Grund von Nachwuchsmangel mit den Halleiner Schulschwestern zusammen. 2004 wurde Kronburg neuerlich zum Verkauf angeboten. Nachdem die Aufteilung und der Verkauf Kronburgs an die Agrargemeinschaft Zams und einen Privatinteressenten von der Landesregierung abgelehnt wurde, übernahmen die Barmherzigen Schwestern von Zams im Dezember 2005 Kronburg.

## Beschreibung
Die Anlage ist zweiteilig und besteht aus einer Vor- und der Kernburg. Vom Gasthof Kronburg erreicht man nach etwa 250 m über einen schmalen Steig die Vorburg zur Kronburg. Das zinnenbekrönte Gemäuer ist auf drei Seiten aufrecht; ein Durchgang führt in den Innenbereich. An den Mauern sind zweireihige Pfostenlöcher vorhanden, die auf ein Gebäude im Südteil der Vorburg, erkennbar an den Putzresten, sowie einen ehemaligen Wehrgang hinweisen. Die Mauer ist hier wie auch in der Hauptburg aus Steinlagen errichtet.
Nach ca. 400 m gelangt man zur Hauptburg. Die dem Palas vorgelagerte Mauer besitzt ein mit einem Satteldach gedecktes Torhaus mit einem rundbogigen Portal. In der nach Süden verlaufenden Mauer springt ein halbrunder Schalenturm vor. Der Weg zum Palas wird auf der Südseite von einer Mauer begleitet. Nach etwa 100 m kommt man zu einem auf der Nordseite gelegenen Turm mit Zinnen und Schießscharten, dieser steht am Abhang zum Inntal und besitzt noch drei gemauerte Seiten. Südlich davon liegt der fünfgeschoßige Palas der Burg. Auf seiner Westseite sind zwei längliche Schießscharten (Bogenscharten) vorhanden. Der sich nach oben verjüngende Palas besitzt an den Ecken sorgfältig behauene Eckquader. Alle Fenster besitzen Steingewände. Das romanisch anmutende linksseitig gelegene Portal führt durch einen Zugang zum Innenhof der Burg. Auf beiden Seiten sind Reste eines ehemals im Erdgeschoß vorhandenen Gewölbes zu erkennen; nach oben ist ein Gewölbe auf der Höhe des ersten Stocks vorhanden. Durch ein zweites Rundbogentor gelang man in den Innenhof der Anlage.
An der Palaswand sind hier vierreihige Pfostenlöcher vorhanden, wobei im zweiten und dritten Obergeschoß auf der Südseite Wehrgänge zu erkennen sind. Eine Tür führt hier in den Palas. Nach Osten wir der Innenhof durch eine Mauer abgetrennt, die auf zwei aneinandergebaute dreigeschoßige Wohnbauten hinweisen. Die vorhandene Mauer besitzt auf der nördlichen Seite ein rundbogiges Tor, in dem südlichen Teil ist ein größeres gotisch anmutendes Tor vorhanden. Die vormals vorhandenen Gewölbe im Innenbereich sind eingestürzt; ob der südliche Teil vollständig bebaut war, ist unklar, da von dem nördlich gelegenen Gebäudeteil ein Außenerker hier hereinschaut.

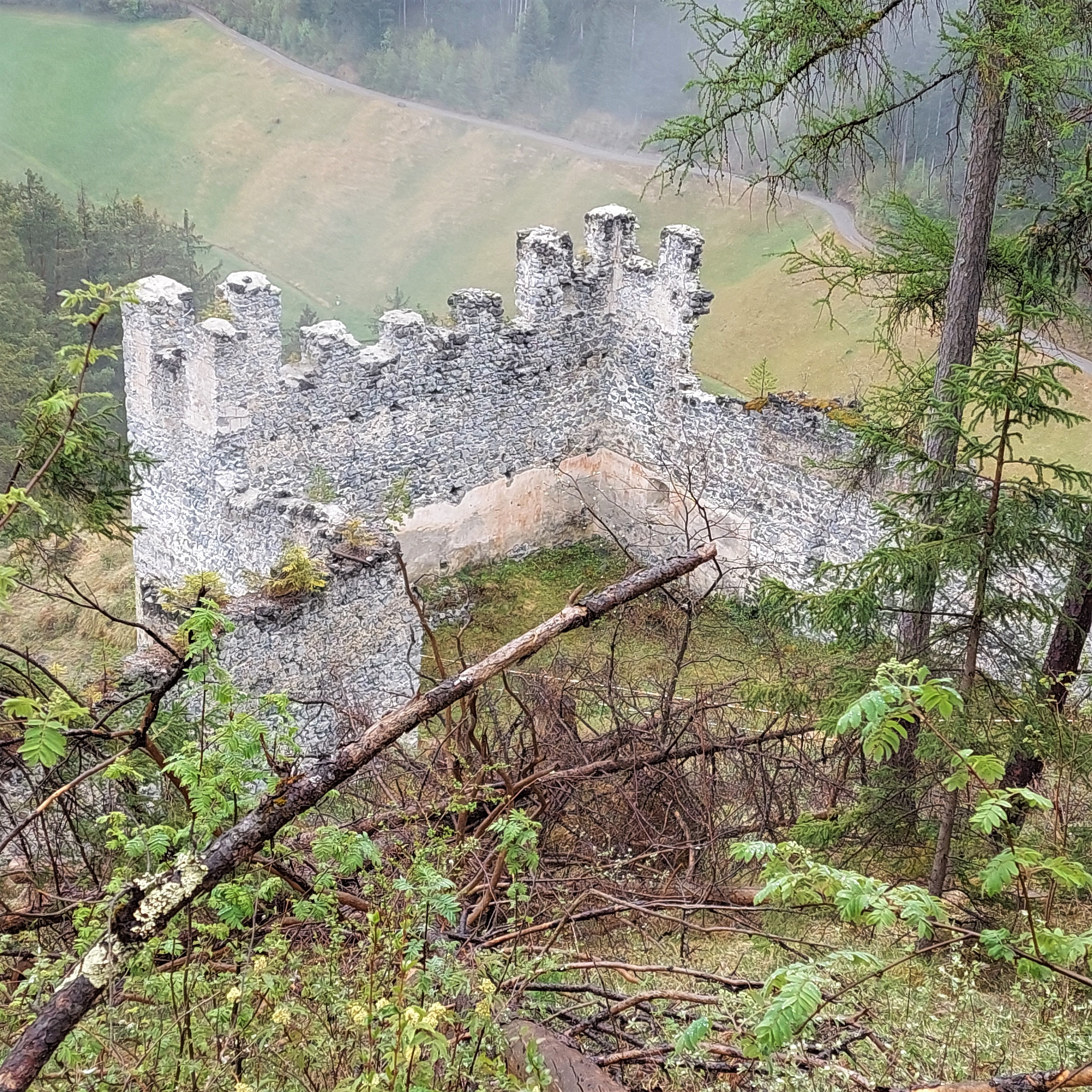
Dreiseitige Vorburg der Kronburg
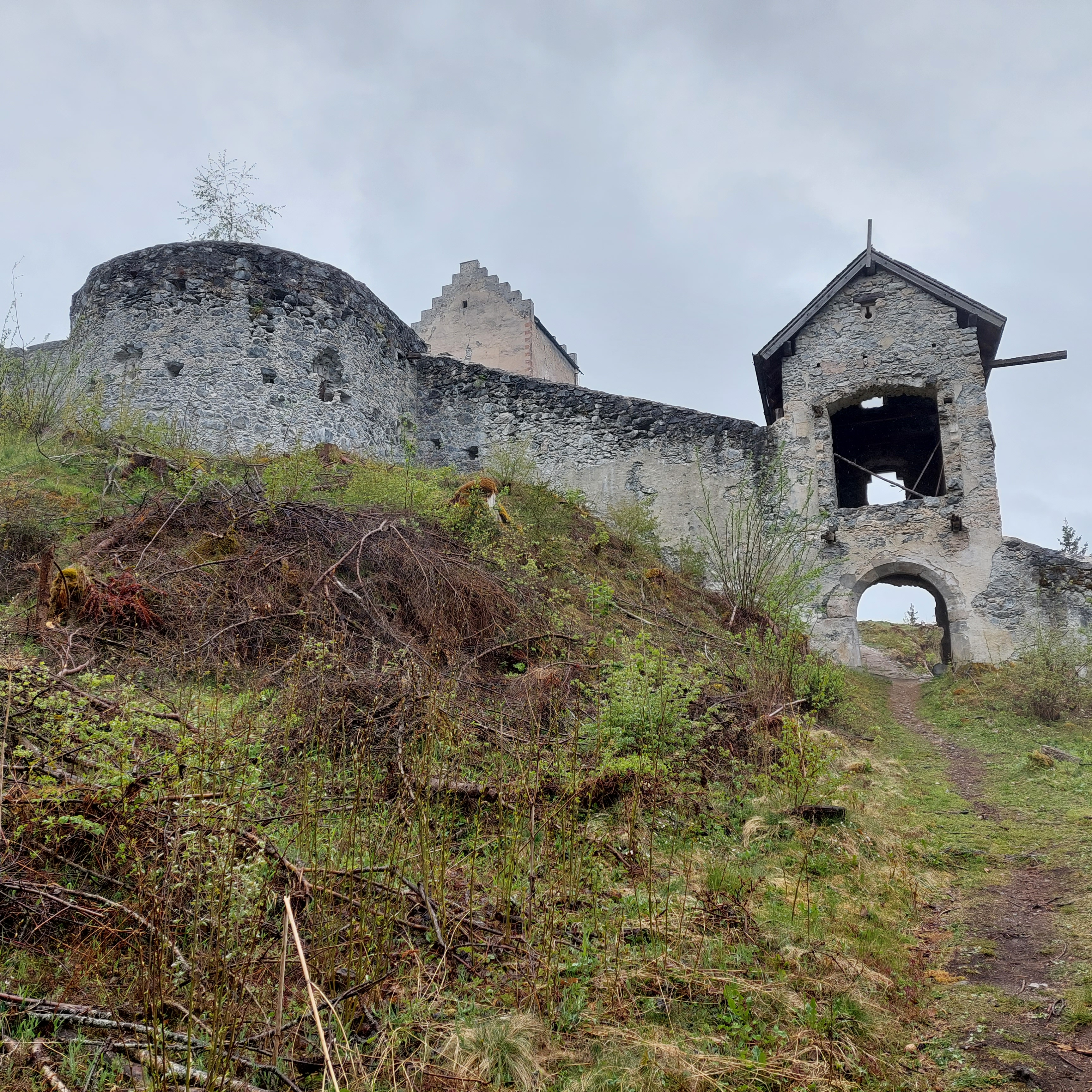
Torhaus und Schalenturm der Burg Kronburg
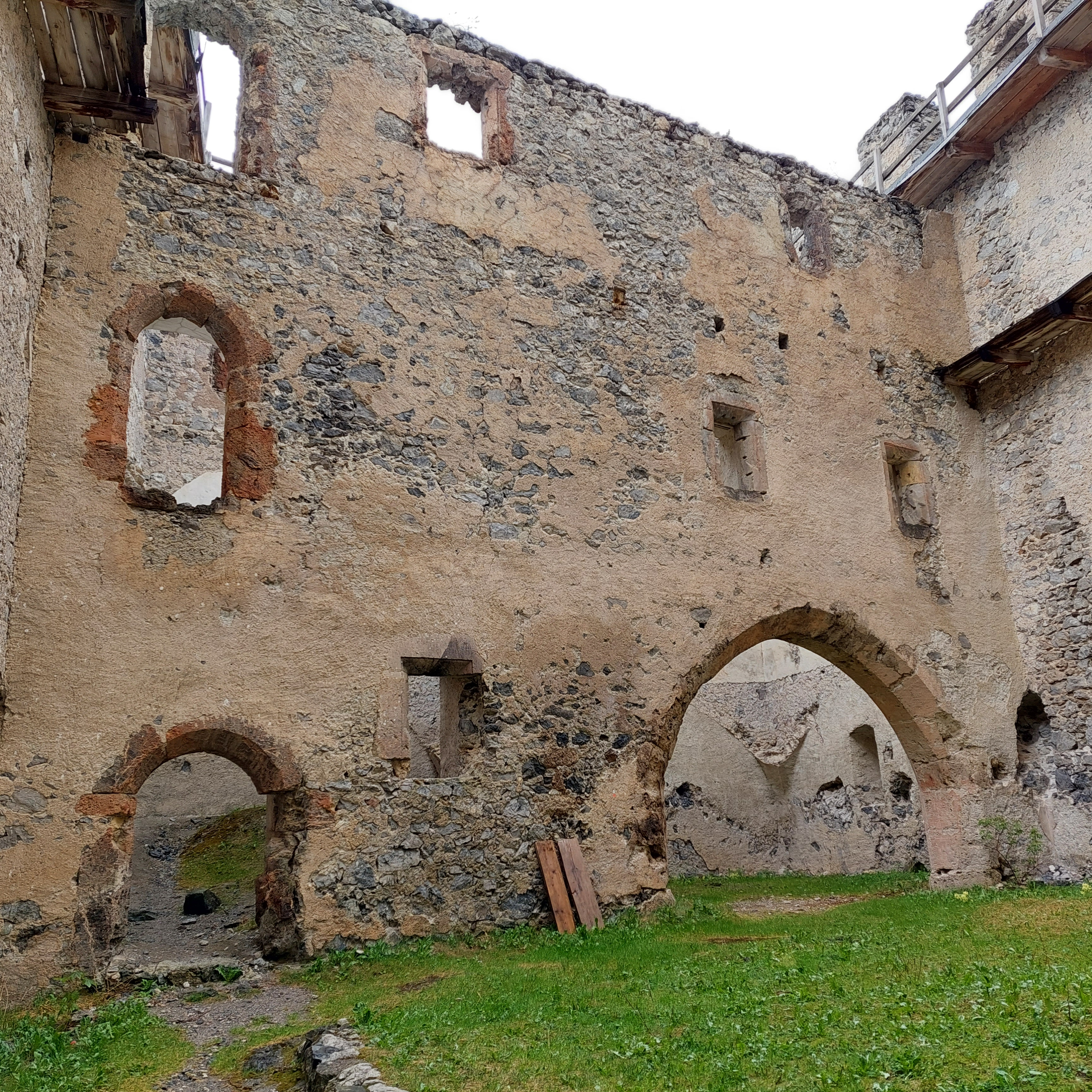
Innenhof der Kronburg

## Erreichbarkeit
Die Zufahrt mit PKW und Reisebus erfolgt über eine schmale Bergstraße von Schönwies () zum Gasthaus Seminarhaus Kronburg (940 m). Der steile Anstieg zur Burg ist nur zu Fuß möglich.